# Weißbauchguan

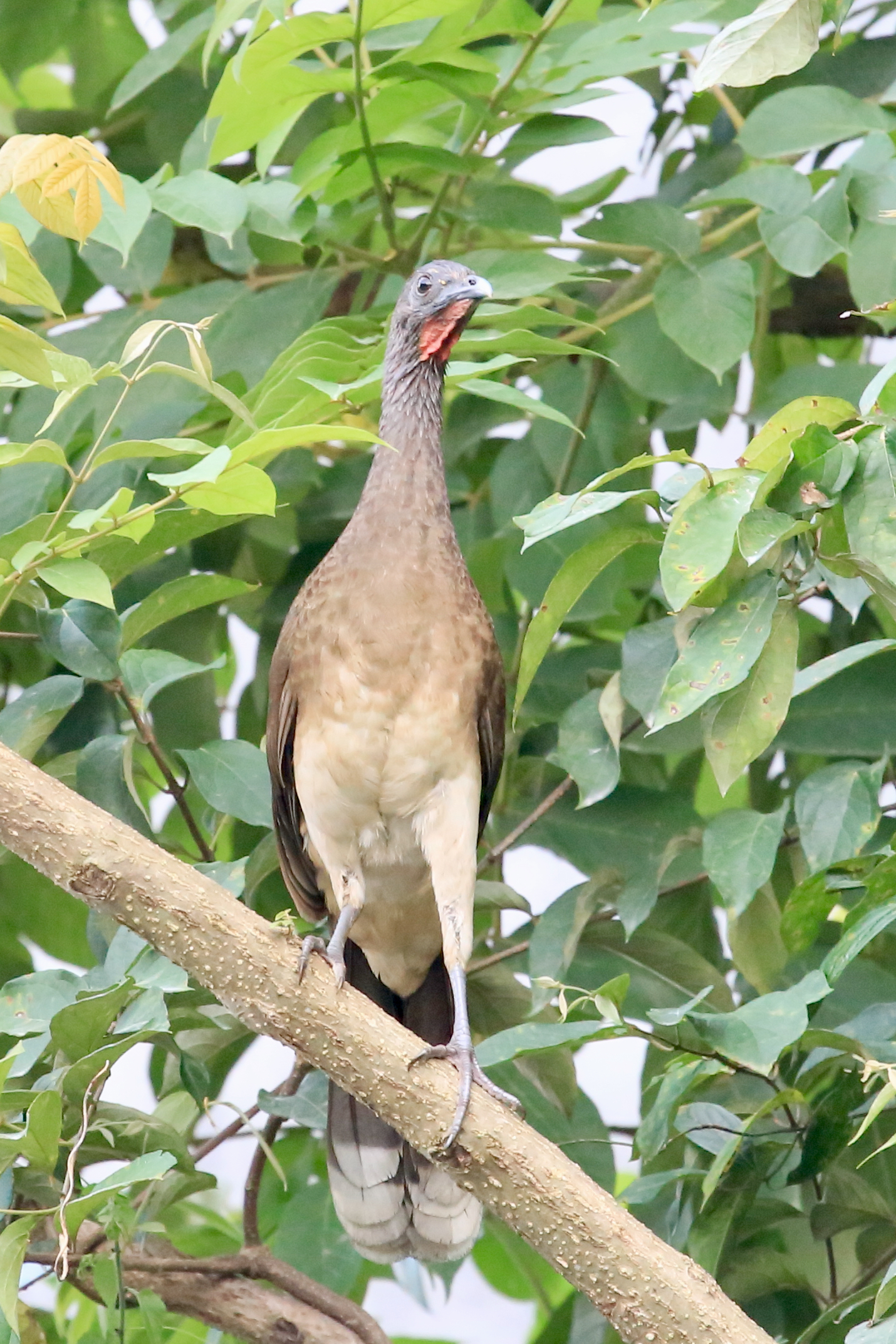
Weißbauchguan

Verbreitungsgebiet des Weißbauchguans

Der Weißbauchguan (Ortalis leucogastra), Syn. Penelope leucogastra ist eine Vogelart aus der Ordnung der Hühnervögel (Galliformes).
Die Art wurde früher als Unterart (Ssp.) des Braunflügelguans (O. vetula) angesehen und als Ortalis vetula leucogastra bezeichnet.
Der Vogel kommt auf der Pazifikseite Zentralamerikas vom südlichen Mexiko über El Salvador, Guatemala, Honduras bis Nicaragua Costa Rica vor.
Der Lebensraum umfasst feuchte Sumpfwälder, Sekundärwald mit Gebüsch, Mangrovenwald, aber auch trockenere Wälder, Weiden und Plantagenränder. Küstenebenen werden bevorzugt, die Art kommt aber auch bis in 1500 m Höhe vor.
Der Artzusatz kommt von altgriechisch λευκός leukós, deutsch ‚weiß‘ und altgriechisch γαστήρ gastēr, deutsch ‚Bauch‘.

## Merkmale
Die Art ist 43–50 cm groß und wiegt zwischen 439 und 560 g. Dieser Vogel ist einfarbig mit einer braunen Brust, die sich deutlich von der matt weißen Unterseite absetzt. Die Gesichtshaut ist dunkel schieferfarben. Kopf und oberer Nacken sind oliv-braun, die Federn tragen graue Ränder, Rücken, Flügel und Oberschwanzdecken sind kräftig braun mit einem bronzenen Schimmer, der Schwanz ist bronze-grün mit bronze-braunen Rändern, alle Steuerfedern bis auf die beiden mittleren haben breite weiße Spitzen. Die Unterschwanzdecken sind hell gelbbraun. Schnabel und Füße sind schwarz. (aus dem Originalbeschrieb)
Die Geschlechter unterscheiden sich nicht. Jungvögel sehen flauschiger aus.

## Geografische Variation
Die Art ist monotypisch.

## Stimme
Die Rufe werden als schroffes, vier-silbiges, dumpfes Geschnatter „k-ku’uh-uh“ oder „ch-k-uh-urr“ beschrieben.

## Lebensweise
Die Art ist vermutlich ein Standvogel.
Die Nahrung besteht aus Beerenobst und Früchten, auch aus Blättern, Knospen, Blüten und einigen Wirbellosen, die in Gruppen von 6 oder mehr Individuen gesucht werden, meist 6 bis 10 m über dem Erdboden.
Die Brutzeit liegt zwischen März und Juli in Guatemala. Das Nest ist eine lockere Plattform in 5–10 m Höhe. Das Gelege besteht aus 2–3 cremefarbenen Eier, die vom Weibchen über 22–26 Tage ausgebrütet werden. Die Art ist nicht sonderlich störanfällig.

## Gefährdungssituation
Der Bestand gilt als „nicht gefährdet“ (Least Concern).